# Rudolf Senti
Rudolf Senti (ur. 4 stycznia 1898 w Mauren, zm. 17 stycznia 1958 w Nendeln) – liechtensteiński strzelec, olimpijczyk.
Brał udział w igrzyskach olimpijskich w 1936 (Berlin). Wystartował tylko w konkurencji karabinu małokalibrowego leżąc z odl. 50 m, w której zajął 61. miejsce ex aequo z Alfredem Hämmerle z Austrii.

## Wyniki olimpijskie
| Igrzyska | Konkurencja                       | Wynik       | Miejsce     | Źródło |
| -------- | --------------------------------- | ----------- | ----------- | ------ |
| IO 1936  | Karabin małokalibrowy leżąc, 50 m | 281 punktów | 61T (na 66) | [ 2 ]  |